# Zdzisława Traczyk
Zdzisława Traczyk (ur. 1930, zm. 11 grudnia 2016) – polska hematolog, dr hab. nauk medycznych.

## Życiorys
Obroniła pracę doktorską, następnie uzyskała stopień doktora habilitowanego. Została zatrudniona na stanowisku docenta w Centralnym Szpitalu Klinicznym MSWiA, oraz w Instytucie Hematologii i Transfuzjologii.

## Odznaczenia
- Krzyż Kawalerski Orderu Odrodzenia Polski[1]